# Saint-Julien, Rhône
Saint-Julien är en kommun i departementet Rhône i regionen Auvergne-Rhône-Alpes i östra Frankrike. Kommunen ligger i kantonen Gleizé som tillhör arrondissementet Villefranche-sur-Saône. År 2022 hade Saint-Julien 936 invånare.

## Befolkningsutveckling
Antalet invånare i kommunen Saint-Julien
| Referens: INSEE |